# UFC 239
UFC 239: Jones vs. Santos var en MMA-gala som arrangerades av UFC och ägde rum 6 juli 2019 i Las Vegas, NV,  USA.

## Bakgrund
Huvudmatchen var en match om lätta tungviktstiteln mellan regerande mästaren Jon Jones och utmanaren Thiago Santos.
Andra huvudmatchen, co-main, var en match om damernas bantamviktstitel mellan regerande mästaren i bantamvikt och fjädervikt Amanda Nunes och hennes utmanare, före detta bantamviktsmästaren Holly Holm.
På huvudkortet gick även en match mellan Gilbert Melendez och Arnold Allen. En match som ursprungligen var planerad till The Ultimate Fighter 28 Finale, men som Melendez tvingades dra sig ur på grund av en ospecificerad skada.
Matchen mellan Alejandro Pérez (TUF: Latin America, bantamviktsvinnare) och Yadong Song var initialt planerad till UFC 235, men Song lämnade återbud på grund av okänd skada och ersattes där av Cody Stamann.

## Skador/Ändringar
En match mellan Francis Ngannou och Junior dos Santos var tänkt att gå av stapeln, men den 21 maj 2019 rapporterades det att matchen flyttades upp som huvudmatch på UFC on ESPN 3-kortet, när Tyron Woodley tvingades dra sig ur sin returmatch mot Robbie Lawler på grund av en handskada.
Sean O'Malley ströks från sin match mot Marlon Vera på grund av ett positivt utslag av Ostarin på ett dopingresultat. UFC erbjöd Drako Rodriguez manager Brian Butler möjligheten för Rodriguez att på kort varsel kliva in som motståndare åt Vera, men King of the Cages (där Rodriguez är kontrakterad) ägare Terry Trebilcock vägrade släppa Rodriguez. Istället kliver nu Nohelin Hernandez in som ny motståndare åt Vera.

Svenska Pannie Kianzad erbjöds ett sista-minuten inhopp med tolv dagars varsel mot Julia Avila när Avilas tänkta motståndare Melissa Gatto ströks från kortet av okänd anledning.

## Resultat
1. ↑  Lätt tungviktstitelmatch
2. ↑  Bantamviktstitelmatch
3. ↑   UFC:s snabbaste KO genom tiderna

## Bonusar[10]
- Fight of the Night: Ingen utdelad
- Performance of the Night: Amanda Nunes, Jorge Masvidal, Jan Błachowicz och Yadong Song